# Bunuri mobile din domeniul artă decorativă clasate în patrimoniul cultural național al României aflate în Israel
Acestă listă conține bunurile mobile din domeniul artă decorativă clasate în Patrimoniul cultural național al României aflate la momentul clasării în Israel.

## Tezaur
| Foto | Informații generale | Detalii tehnice | Descriere | Deținător                   | Legături |
| ---- | ------------------- | --- | --- | --------------------------- | -------- |
|      | Inel sigilar        | Datare: Sec. XVIII Școală: Atelier transilvănean Material: aur; diamant; carneol; sticlă; turnare; cizelare; gravare | Inel sigilar masculin, cu șatonul de formă octogonală, având în casetă o piatră de carneol, împodobită cu o stemă foarte uzată. În câmpul sigilar este gravat un scut de șase cartiere, nedefinite clar: cartierele 1 și 4, de azur, par libere, în cartierul 2 se distinge o vagă siluetă umană, în cartierul 3 nu se distinge nici smalțul, nici mobilele, cartierul 5 este despicat și se disting numai smalțurile - negru și argint, iar cartierul 6 este foarte uzat. Scutul este timbrat de o cască de nobil încoronată cu un "buorelet" din care iese un personaj masculin cu capul acoperit de o "pălărie", ține o armă, în bară, pe umărul drept. Din spatele căștii care timbrează scutul curg lambrechini, îmbrăcându-i flancurile până jos. După aspect stema pare transilvăneană, dar din cauza uzurii nu se poate identifica comanditarul. Caseta șatonului este flancată de câte o piatră albă (un diamant și o sticlă albă), prinse între capetele bifurcate ale anoului, ornamentate cu motive florale foarte tocite. Reversul casetei șatonului este ornamentat cu caneluri care converg spre scutul central de formă octogonală. | Colecții particulare, Timiș | Cimec    |